# Dědkov (Blízkov)
Dědkov (německy Diedkau) je vesnice v okrese Žďár nad Sázavou, část obce Blízkov . Ke dni 28. 8. 2006 zde žilo 80 obyvatel. Ve vsi je evidováno 42 domů.
První písemná zmínka o Dědkovu pochází z roku 1298.

## Název
Ve starších písemných pramenech se jméno vesnice zapisovalo Dětkov nebo Dědkov. Původem bylo osobní jméno Dětek/Dietek či Dědek. Pro neustálenost zápisů nelze rozhodnout, které jméno bylo původní. Jméno vyjadřovalo podřízenost vsi člověku daného jména.

## Pamětihodnosti
- kaple Panny Marie Bolestné na návsi